# Strzyżów (województwo lubelskie)

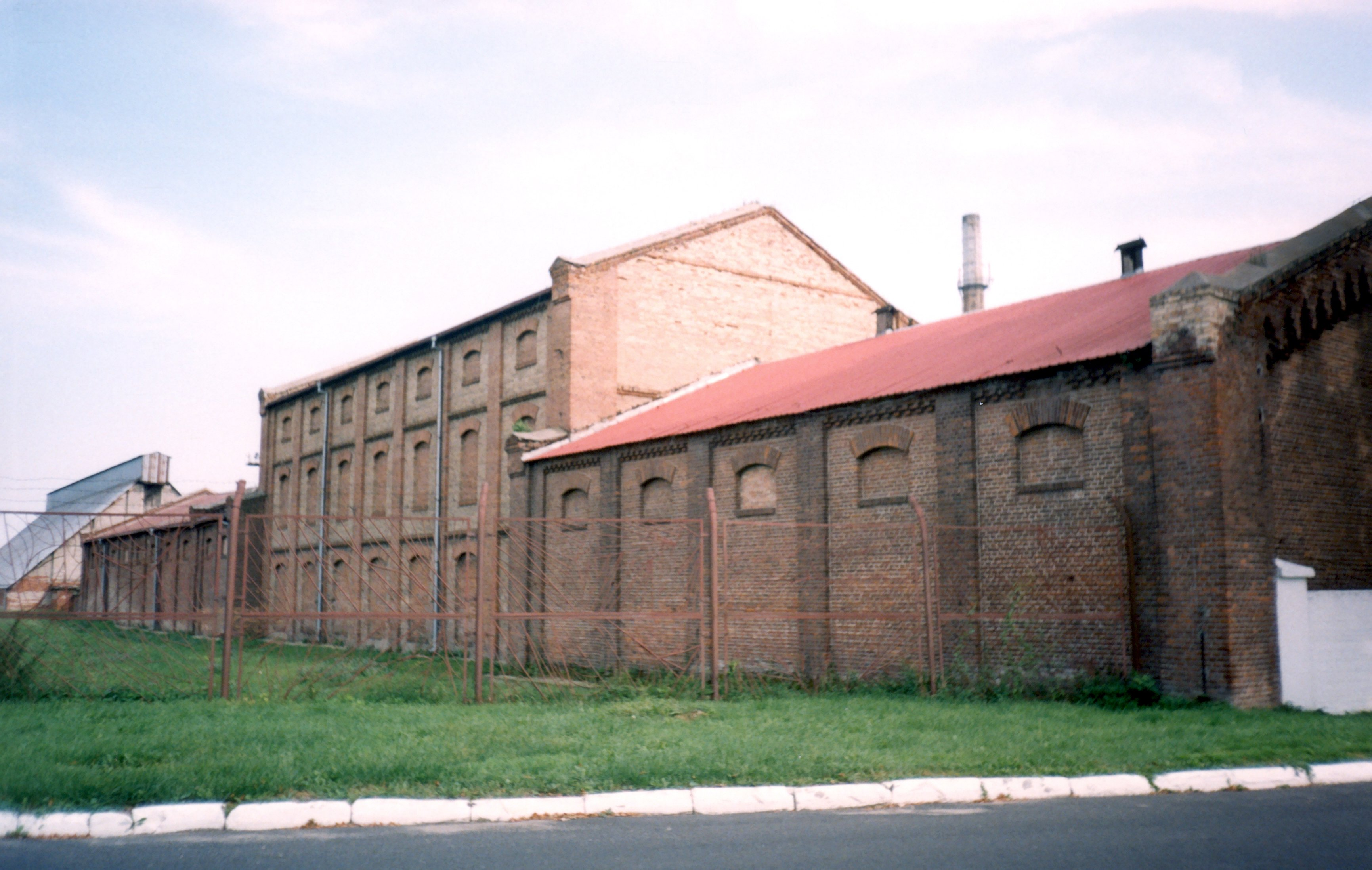
Zabudowania cukrowni z 1899

Strzyżów – wieś w Polsce położona w województwie lubelskim, w powiecie hrubieszowskim, w gminie Horodło.
| SIMC    | Nazwa            | Rodzaj    |
| ------- | ---------------- | --------- |
| 0888994 | Strzyżów-Kolonia | część wsi |

Niegdyś istniała gmina Strzyżów. W latach 1975–1998 miejscowość położona była w województwie zamojskim. 
Wieś jest sołectwem w gminie Horodło. Według Narodowego Spisu Powszechnego (III 2011 r.) liczyła 1369 mieszkańców i była największą miejscowością gminy Horodło.
Wieś jest siedzibą rzymskokatolickiej parafii Narodzenia Najświętszej Maryi Panny w Strzyżowie.

## Historia wsi i zabytki
Teren obecnej wsi był zamieszkały już w czasach prehistorycznych. Wykopaliska na obszarze, zajmowanym dziś przez cukrownię, dały nazwę kulturze strzyżowskiej, występującej w epoce brązu na terenach dzisiejszych Polski i Ukrainy.
Na podstawie wykopalisk archeologicznych stwierdzono, że początki osady słowiańskiej należy datować na IX w. n.e. W XII i XIII w. znajdowała się tu obronna strażnica, po której pozostał stożkowaty nasyp ziemny. Pierwszy znany, pochodzący z 1376 r. dokument, wspomina o nadaniu wsi przez księcia halickiego Jerzego Daniłowicza, prawosławnemu biskupstwu chełmskiemu. Prawdopodobnie Władysław Jagiełło nie uznał tego nadania (niektórzy kwestionują autentyczność dokumentu), gdyż wieś pozostała własnością królewską. Dopiero w roku 1462 wieś przeszła w prywatne ręce. Król Kazimierz Jagiellończyk nadał Strzyżów Janowi Łaźniewskiemu. Nie wiadomo jak długo wieś pozostawała w rękach rodu Łaźniewskich. Są o nich wzmianki jeszcze w XVI w., później prawdopodobnie na drodze koligacji rodzinnych, wieś trafiła w ręce rodu Pociejów. W pierwszej połowie XVIII wieku właścicielem Strzyżowa był starosta wołkowyski Antoni Pociej. Wieś jako wiano otrzymała jego córka Ludwika Honorata, od około 1740 roku zamężna z księciem Stanisławem Lubomirskim, wojewodą bracławskim, a później kijowskim. W latach 1762–1786 zbudowano tu murowany, dwukondygnacyjny pałac, który zachował się do dziś.
Z 1507 roku pochodzi wzmianka o istnieniu w Strzyżowie cerkwi. Kolejne drewniane cerkwie, na miejsce dotychczasowych, wybudowano w 1724 oraz 1817 roku. Ostatnia, cerkiew Narodzenia Najświętszej Maryi Panny, po likwidacji unickiej diecezji chełmskiej, w 1875 roku została przemianowana na prawosławną i pozostawała siedzibą parafii tego wyznania w dwudziestoleciu międzywojennym. Według rejestru dóbr z 1531 r. we wsi, oprócz cerkwi, znajdował się młyn. W latach 1851–1858 istniała w Strzyżowie parafialna szkoła unicka powstała po zlikwidowaniu wcześniejszej szkoły elementarnej. Budynek szkolny został spalony przez oddział UPA podczas II wojny światowej.
23 i 24 września 1939 roku w Strzyżowie i okolicy doszło do walk oddziałów polskich z Armią Czerwoną (bój pod Husynnem). Wkrótce po wkroczeniu wojsk radzieckich, istniejąca cerkiew (z 1817 r.) zaczęła też pełnić funkcję kościoła rzymskokatolickiego parafii Horodło. Po wysiedleniach ludności ukraińskiej wyznania prawosławnej miejscowa społeczność katolicka przejęła w 1946 świątynię na stałe. 10 lutego 1947 roku biskup lubelski Stefan Wyszyński powołał w Strzyżowie parafię pod wezwaniem Narodzenia Najświętszej Marii Panny należąca do dekanatu Hrubieszów – Północ. Jest to drewniana budowla, o konstrukcji zrębowej, jednonawowa, oszalowana, ze sklepieniem kolebkowym wewnątrz.

## Pałac
Późnobarokowy pałac z XVIII w. Zbudowany w latach 1762-1786 przez księstwo Ludwikę Honoratę (z rodu Pociejów) oraz Stanisława Lubomirskich. Budynek po pożarze, przebudowany w 1836 r. przez rodzinę Ożarowskich. Po obu stronach pałacu stoją pawilony z drugiej połowy XVIII w., zachodni pełnił funkcję pałacowej kaplicy, wschodni służył jako lamus. Po zakończeniu II wojny światowej pałac był siedzibą Wojsk Ochrony Pogranicza. Od początku lat 60. XX w., aż do dziś, w pałacu mieści się biuro Cukrowni Strzyżów.

## Osoby
- W Strzyżowie urodził się polski inżynier oraz naukowiec Mieczysław Bekker – twórca teorii ruchu pojazdów terenowych.